# Bombeiros da Catalunha
Os Bombeiros da Catalunha (oficialmente Bombeiros da Generalidade da Catalunha; em catalão: Bombers de la Generalitat de Catalunya) são um corpo de bombeiros que desenvolve as funções de prevenção e extinção de incêndios, de salvamentos, e uma das estruturas operativas dos serviços de emergência na Catalunha.
Até ao ano de 1980 os serviços de extinção de incêndios era uma responsabilidade das diputacions provinciais e dos municípios. Com a restauração da Generalidade da Catalunha e constituído o seu primeiro governo, criou-se um serviço de bombeiros profissional. A exceção a este caso foi o Corpo de Bombeiros de Barcelona, que se manteve na dependência da Câmara Municipal de Barcelona.
A formação, o aperfeiçoamento e a acreditação dos bombeiros corresponde ao Instituto de Segurança Pública da Catalunha.

## Categorias de bombeiros[2]

### Os bombeiros profissionais

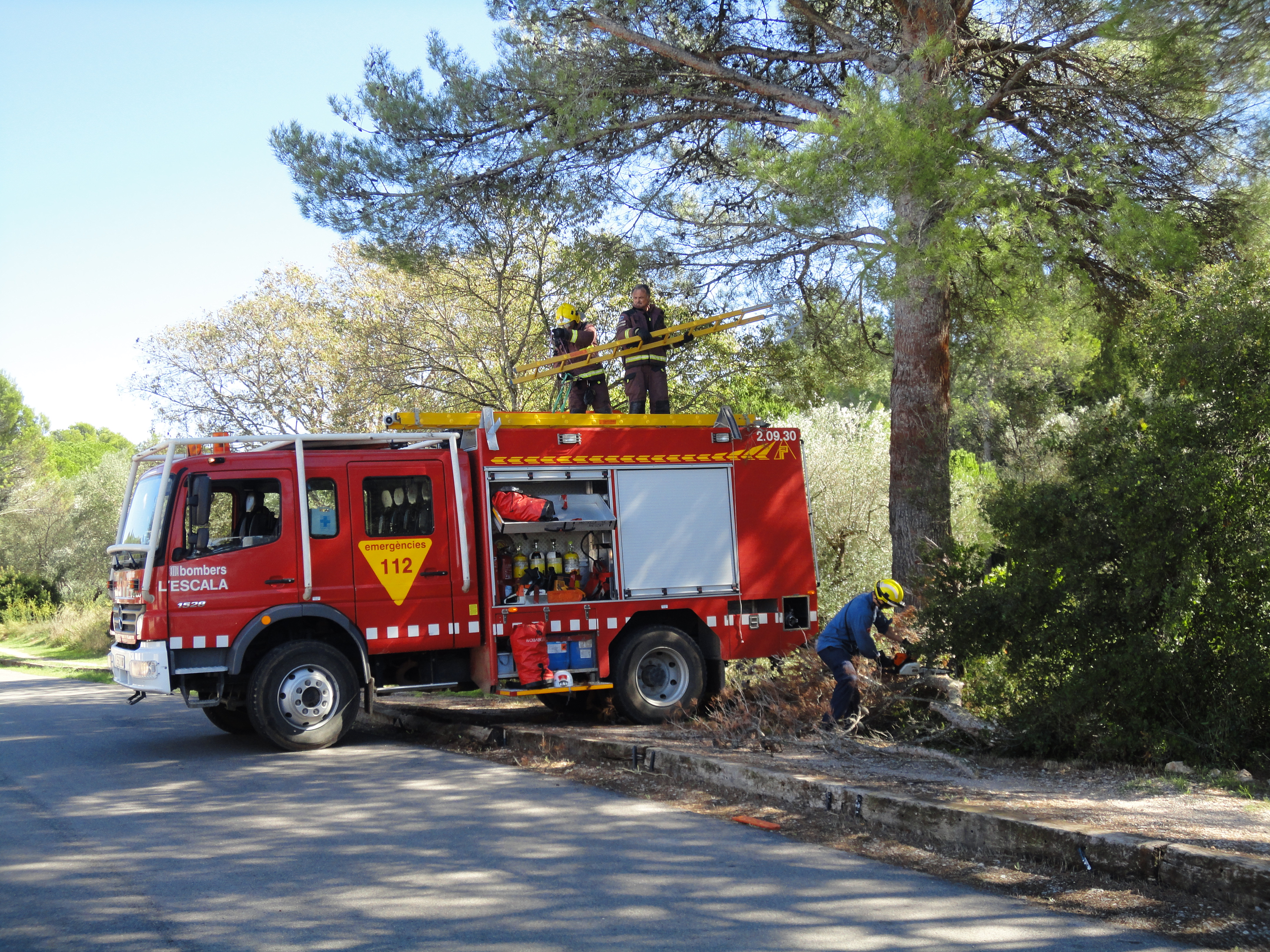
Viatura do dispositivo de L'Escala

O pessoal profissional dos serviços de prevenção e extinção de incêndios e de salvamentos da Generalitat tem a condição de servidor público e integra o Corpo de Bombeiros da Generalidade da Catalunha.
O Corpo de Bombeiros da Generalitat estrutura-se numa linha hierárquica segundo as categorias seguintes:
- Superior, que compreende a categoria de inspetor
- Executiva, que compreende a categoria de sub-inspetor
- Técnica, que compreende as categorias de oficial, sargento, de cabo e de bombeiro de primeira
- Básica, que compreende a categoria de bombeiro

### Os bombeiros voluntários
São bombeiros voluntários as pessoas que, pela sua vocação, prestam serviços de uma maneira altruísta dentro a estrutura de qualquer dos serviços de prevenção e extinção de incêndios e salvamentos na Catalunha. Não têm a consideração de servidores públicos nem de pessoal trabalhador e regem-se pelo correspondente regulamento. O regulamento, atualmente vigente, aprovou-se mediante o Decreto 246/1996, de 5 de julho, modificado pelo Decreto 68/2000, de 8 de fevereiro.
Os bombeiros voluntários da Generalitat dependem da organização e da supervisão do Departamento de Interior, sob o comando superior do conseller, e têm uma estrutura e uma organização hierarquizada.
Os membros do corpo de bombeiros voluntários da Generalitat agrupam-se nas secções seguintes:
- Ativa: formada pelos bombeiros voluntários que atuam no lugar do sinistro e fazem serviços de prevenção e outros de não urgentes.
- Especial: formada pelos bombeiros voluntários especialistas em diferentes tecnologias que pelos seus conhecimentos e experiência podem aconselhar e/ou participar de forma direta nos serviços.
- Bombeiros Veteranos: formada pelos bombeiros voluntários que, com a contribuição da sua experiência e conhecimentos, têm a missão de aconselhar em todas as tarefas próprias dos bombeiros.
- Honra: constituída por pessoas, coletivos, agrupamentos ou instituições, nacionais ou estrangeiras, que contribuíram de maneira relevante em serviços de prevenção e extinção de incêndios e de salvamentos da Generalitat.
- Juvenil: formada por jovens que, no futuro, queiram ser bombeiros voluntários

O corpo de bombeiros voluntários da Generalitat estrutura-se em agrupamentos dentro dos parques de bombeiros e ordena-se, hierarquicamente, nas categorias de oficial, sargento, cabo e bombeiro.

### Bombeiros de empresa
São bombeiros de empresa as pessoas habilitadas e acreditadas pelo Instituto de Segurança Pública da Catalunha que exercem funções de prevenção e extinção de incêndios e de salvamentos em empresas.
O departamento, mediante o Decreto 374/1996, de 2 de dezembro, regulou as condições gerais de organização, funcionamento e habilitação e formação dos bombeiros de empresa.

## Grupos operativos especiais
Trata-se de grupos de apoio em situações específicas e altamente especializadas:
- Grupo de Apoio de Atuações Especiais (em catalão Grup de Recolzament d’Actuacions Especials, GRAE)
  - Operações de montanha
  - Operações subaquáticas
  - Unidade Canina de Busca e salvamento
  - Grupo de Emergências Médicas
- Grupos de Apoio de Atuações Florestais (nome).